# Sant Roc de Llavorre
Sant Roc de Llavorre és una ermita del poble de Llavorre, en el terme municipal de la Guingueta d'Àneu, a la comarca del Pallars Sobirà. Pertany al territori de l'antic terme d'Unarre.
Està situada aïllada a 800 metres a l'oest-sud-oest del poble, a la carena que fa de contrafort nord-oest del Turó de l'Àliga.